# 土耳其地域統計單位命名法

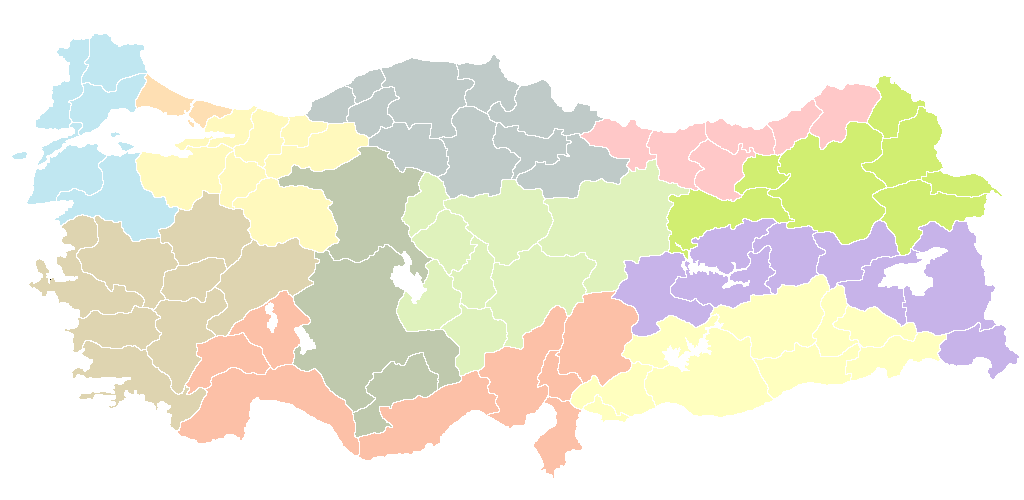
上圖顏色表示土耳其NUTS-1

土耳其地域統計單位命名法（英語：NUTS of Turkey）乃歐盟為成員國之行政區劃而設立地域統計單位命名法（NUTS）之一部分。土耳其地域統計單位命名法分成三種級別：
- NUTS-1：土耳其12個地區
- NUTS-2：土耳其26個次分區
- NUTS-3：土耳其81個省份

土耳其地域統計單位命名法之代碼如下：
| NUTS-1                    | NUTS-2                     | NUTS-3                      |
| ------------------------- | -------------------------- | --------------------------- |
| 伊斯坦堡地區（TR1）       | 伊斯坦堡次分區（TR10）     | 伊斯坦堡省（TR100）         |
| 西馬爾馬拉地區（TR2）     | 泰基爾達次分區（TR21）     | 泰基爾達省（TR211）         |
| 西馬爾馬拉地區（TR2）     | 泰基爾達次分區（TR21）     | 埃迪爾內省（TR212）         |
| 西馬爾馬拉地區（TR2）     | 泰基爾達次分區（TR21）     | 克爾克拉雷利省（TR213）     |
| 西馬爾馬拉地區（TR2）     | 巴勒克埃西爾次分區（TR22） | 巴勒克埃西爾省（TR221）     |
| 西馬爾馬拉地區（TR2）     | 巴勒克埃西爾次分區（TR22） | 恰納卡萊省（TR222）         |
| 愛琴海地區（TR3）         | 伊茲密爾次分區（TR31）     | 伊茲密爾省（TR310）         |
| 愛琴海地區（TR3）         | 艾登次分區（TR32）         | 艾登省（TR321）             |
| 愛琴海地區（TR3）         | 艾登次分區（TR32）         | 代尼茲利省（TR322）         |
| 愛琴海地區（TR3）         | 艾登次分區（TR32）         | 穆拉省（TR323）             |
| 愛琴海地區（TR3）         | 馬尼薩次分區（TR33）       | 馬尼薩省（TR331）           |
| 愛琴海地區（TR3）         | 馬尼薩次分區（TR33）       | 阿菲永卡拉希薩爾省（TR332） |
| 愛琴海地區（TR3）         | 馬尼薩次分區（TR33）       | 屈塔希亞省（TR333）         |
| 愛琴海地區（TR3）         | 馬尼薩次分區（TR33）       | 烏沙克省（TR334）           |
| 東馬爾馬拉地區（TR4）     | 布爾薩次分區（TR41）       | 布爾薩省（TR411）           |
| 東馬爾馬拉地區（TR4）     | 布爾薩次分區（TR41）       | 埃斯基謝希爾省（TR412）     |
| 東馬爾馬拉地區（TR4）     | 布爾薩次分區（TR41）       | 比萊吉克省（TR413）         |
| 東馬爾馬拉地區（TR4）     | 科賈埃利次分區（TR42）     | 科賈埃利省（TR421）         |
| 東馬爾馬拉地區（TR4）     | 科賈埃利次分區（TR42）     | 薩卡里亞省（TR422）         |
| 東馬爾馬拉地區（TR4）     | 科賈埃利次分區（TR42）     | 迪茲傑省（TR423）           |
| 東馬爾馬拉地區（TR4）     | 科賈埃利次分區（TR42）     | 博盧省（TR424）             |
| 東馬爾馬拉地區（TR4）     | 科賈埃利次分區（TR42）     | 亞洛瓦省（TR425）           |
| 西安那托利亞地區（TR5）   | 安卡拉次分區（TR51）       | 安卡拉省（TR511）           |
| 西安那托利亞地區（TR5）   | 科尼亞次分區（TR52）       | 科尼亞省（TR521）           |
| 西安那托利亞地區（TR5）   | 科尼亞次分區（TR52）       | 卡拉曼省（TR522）           |
| 地中海地區（TR6）         | 安塔利亞次分區（TR61）     | 安塔利亞省（TR611）         |
| 地中海地區（TR6）         | 安塔利亞次分區（TR61）     | 伊斯帕爾塔省（TR612）       |
| 地中海地區（TR6）         | 安塔利亞次分區（TR61）     | 布爾杜爾省（TR613）         |
| 地中海地區（TR6）         | 阿達納次分區（TR62）       | 阿達納省（TR621）           |
| 地中海地區（TR6）         | 阿達納次分區（TR62）       | 梅爾辛省（TR622）           |
| 地中海地區（TR6）         | 哈塔伊次分區（TR63）       | 哈塔伊省（TR631）           |
| 地中海地區（TR6）         | 哈塔伊次分區（TR63）       | 卡赫拉曼馬拉什省（TR632）   |
| 地中海地區（TR6）         | 哈塔伊次分區（TR63）       | 奧斯曼尼耶省（TR633）       |
| 中安那托利亞地區（TR7）   | 克勒克卡萊次分區（TR71）   | 克勒克卡萊省 （TR711）      |
| 中安那托利亞地區（TR7）   | 克勒克卡萊次分區（TR71）   | 阿克薩賴省（TR712）         |
| 中安那托利亞地區（TR7）   | 克勒克卡萊次分區（TR71）   | 尼代省（TR713）             |
| 中安那托利亞地區（TR7）   | 克勒克卡萊次分區（TR71）   | 內夫謝希爾省（TR714）       |
| 中安那托利亞地區（TR7）   | 克勒克卡萊次分區（TR71）   | 克爾謝希爾省（TR715）       |
| 中安那托利亞地區（TR7）   | 開塞利次分區（TR72）       | 開塞利省（TR721）           |
| 中安那托利亞地區（TR7）   | 開塞利次分區（TR72）       | 錫瓦斯省（TR722）           |
| 中安那托利亞地區（TR7）   | 開塞利次分區（TR72）       | 約茲加特省（TR723）         |
| 西黑海地區（TR8）         | 宗古爾達克次分區（TR81）   | 宗古爾達克省（TR811）       |
| 西黑海地區（TR8）         | 宗古爾達克次分區（TR81）   | 卡拉比克省（TR812）         |
| 西黑海地區（TR8）         | 宗古爾達克次分區（TR81）   | 巴爾滕省（TR813）           |
| 西黑海地區（TR8）         | 卡斯塔莫努次分區（TR82）   | 卡斯塔莫努省（TR821）       |
| 西黑海地區（TR8）         | 卡斯塔莫努次分區（TR82）   | 昌克勒省（TR822）           |
| 西黑海地區（TR8）         | 卡斯塔莫努次分區（TR82）   | 錫諾普省（TR823）           |
| 西黑海地區（TR8）         | 薩姆松次分區（TR83）       | 薩姆松省（TR831）           |
| 西黑海地區（TR8）         | 薩姆松次分區（TR83）       | 托卡特省（TR832）           |
| 西黑海地區（TR8）         | 薩姆松次分區（TR83）       | 喬魯姆省（TR833）           |
| 西黑海地區（TR8）         | 薩姆松次分區（TR83）       | 阿馬西亞省（TR834）         |
| 東黑海地區（TR9）         | 特拉布宗次分區（TR90）     | 特拉布宗省（TR901）         |
| 東黑海地區（TR9）         | 特拉布宗次分區（TR90）     | 奧爾杜省（TR902）           |
| 東黑海地區（TR9）         | 特拉布宗次分區（TR90）     | 吉雷松省（TR903）           |
| 東黑海地區（TR9）         | 特拉布宗次分區（TR90）     | 里澤省（TR904）             |
| 東黑海地區（TR9）         | 特拉布宗次分區（TR90）     | 阿爾特溫省（TR905）         |
| 東黑海地區（TR9）         | 特拉布宗次分區（TR90）     | 居米什哈內省（TR906）       |
| 東北安那托利亞（TRA）     | 埃爾祖魯姆次分區（TRA1）   | 埃爾祖魯姆省（TRA11）       |
| 東北安那托利亞（TRA）     | 埃爾祖魯姆次分區（TRA1）   | 埃爾津詹省（TRA12）         |
| 東北安那托利亞（TRA）     | 埃爾祖魯姆次分區（TRA1）   | 巴伊布爾特省（TRA13）       |
| 東北安那托利亞（TRA）     | 阿勒次分區（TRA2）         | 阿勒省（TRA21）             |
| 東北安那托利亞（TRA）     | 阿勒次分區（TRA2）         | 卡爾斯省（TRA22）           |
| 東北安那托利亞（TRA）     | 阿勒次分區（TRA2）         | 厄德爾省（TRA23）           |
| 東北安那托利亞（TRA）     | 阿勒次分區（TRA2）         | 阿爾達漢省（TRA24）         |
| 中東安那托利亞地區（TRB） | 馬拉蒂亞次分區（TRB1）     | 馬拉蒂亞省（TRB11）         |
| 中東安那托利亞地區（TRB） | 馬拉蒂亞次分區（TRB1）     | 埃拉澤省（TRB12）           |
| 中東安那托利亞地區（TRB） | 馬拉蒂亞次分區（TRB1）     | 賓格爾省（TRB13）           |
| 中東安那托利亞地區（TRB） | 馬拉蒂亞次分區（TRB1）     | 通傑利省（TRB14）           |
| 中東安那托利亞地區（TRB） | 凡城次分區（TRB2）         | 凡城省（TRB21）             |
| 中東安那托利亞地區（TRB） | 凡城次分區（TRB2）         | 穆什省（TRB22）             |
| 中東安那托利亞地區（TRB） | 凡城次分區（TRB2）         | 比特利斯省（TRB23）         |
| 中東安那托利亞地區（TRB） | 凡城次分區（TRB2）         | 哈卡里省（TRB24）           |
| 東南安那托利亞地區（TRC） | 加濟安泰普次分區（TRC1）   | 加濟安泰普省（TRC11）       |
| 東南安那托利亞地區（TRC） | 加濟安泰普次分區（TRC1）   | 阿德亞曼省（TRC12）         |
| 東南安那托利亞地區（TRC） | 加濟安泰普次分區（TRC1）   | 基利斯省（TRC13）           |
| 東南安那托利亞地區（TRC） | 尚勒烏爾法次分區（TRC2）   | 尚勒烏爾法省（TRC21）       |
| 東南安那托利亞地區（TRC） | 尚勒烏爾法次分區（TRC2）   | 迪亞巴克爾省（TRC22）       |
| 東南安那托利亞地區（TRC） | 馬爾丁次分區（TRC3）       | 馬爾丁省（TRC31）           |
| 東南安那托利亞地區（TRC） | 馬爾丁次分區（TRC3）       | 巴特曼省（TRC32）           |
| 東南安那托利亞地區（TRC） | 馬爾丁次分區（TRC3）       | 舍爾奈克省（TRC33）         |
| 東南安那托利亞地區（TRC） | 馬爾丁次分區（TRC3）       | 錫爾特省（TRC34）           |

## 內部連結
- FIPS區域代碼列表（英语：List of FIPS region codes (S-U)）
- ISO 3166-2:TR
- 土耳其行政區劃

## 資料來源
- Hierarchical list of the Nomenclature of territorial units for statistics - NUTS and the Statistical regions of Europe
- Overview map of CC (Candidate countries) - Statistical regions at level 1
  - TÜRKIYE - Statistical regions at level 2[永久]
  - TÜRKIYE - Statistical regions at level 3[永久]
- Correspondence between the regional levels and the national administrative units （页面存档备份，存于）
- Provinces of Turkey（页面存档备份，存于）, Statoids.com